# Robin Verheyen
Robin Verheyen (Turnhout, 28 augustus 1983) is een Belgische saxofonist. 
In 2008 won hij de 'jong talent'-prijs op de Gouden Djangos. Datzelfde jaar ontving hij een Sabam-award als beste componist op Jazz Hoeilaart. Tevens won hij de Jong Jazztalent-wedstrijd van het Gent Jazz Festival.
Verheyen studeerde in België aan het Lemmensinstituut, studeerde vervolgens in Nederland en was een jaar beursstudent ("Dean's list") aan de Manhattan School of Music om tot slot af te studeren in Amsterdam. Verheyen woont sinds 2007 in New York.

## Carrière
Nadat hij afstudeerde verhuisde Verheyen in 2005 voor een jaar naar Parijs om te spelen in verschillende jazzbands. Tegelijk was hij lid van de Belgische band Saxkartel en richtte hij mee de elektronische band Orvalectiq op.
In Parijs leerde hij de Finse pianist Aki Rissanen kennen, met wie hij zowel optrad als duo, of als trio (met drummer Markku Ounaskari als derde lid). Met Rissanen nam hij in 2009 het album Semplice op, het trio bracht in 2013 album Aleatoric uit.
Verheyen verhuisde vervolgens in 2007 naar New York, waar hij begon te spelen en op te nemen met het Pascal Niggenkemper Trio, en speelde in de bands van onder meer Letman-Burtinovic, Dan Loomis, Charnett Moffett, Jesse Stacken en Michael Bates. 
Ondertussen nam hij met de Belgische band Narcissus twee albums op bij W.E.R.F, en in 2008 nam hij het album Andarta op met Grammy Award-winnaar Roy Hargrove en het Roy Assaf/Eddy Khaimovich Quartet.
Het Gentse muziekcentrum De Bijloke bestelde een kamermuziekstuk bij Verheyen, dat voor het eerst werd gebracht op het Jazz&Sounds Festival in 2011.
Tijdens zijn periode als artist-in-residence in het cultureel centrum De Warande in Turnhout (2006-2007) richtte hij het Robin Verheyen International Quartet op met de Amerikaanse pianist Bill  Carrothers, drummer Dré Pallemaerts en bassist  Nicolas Thys. Met dit kwartet bracht hij de albums Painting Space en Starbound uit, en speelde hij onder meer op Jazz Middelheim en het Paris Jazz Festival.
Het Robin Verheyen NY Quartet mixt jazz met blues, bop en swing. Het kwartet met pianist Marc Copland, bassist Gary Peacock en drummer Joey Baron bracht in 2012 het album Trinity uit en speelde onder meer op het North Sea Jazz Festival en het Gent Jazz Festival.
In 2014 richtte hij met Tom Barman de jazzband TaxiWars op.
Buiten al deze bands om trad Verheyen onder meer op met Roy Hargrove, Maria Schneider, Branford Marsalis, Toots Thielemans, Charnett Moffett, Tom Rainey, Eric Revis, Massimo Biolcati, Nelson Veras, Jeff 'Tain' Watts, Joey Calderazzo, Ravi Coltrane, Gerald Cleaver, Tyshawn Sorey en Will Calhoun.
In 2018 een Europese tournee met de fameuze ritmesectie met onder meer Marc Copland, Drew Gress en Billy Hart.

## Discografie
- ‘When The Birds Leave' (Verheyen Copland Gress Hart) - Universal Records, 2018
- ‘A Look Beyond (Cap-Vert Illuminations)’ - Challenge Records, 2015
- ‘TaxiWars’ door TaxiWars - Universal, 2015
- ‘Aleatoric’ door Aki Rissanen/Robin Verheyen/Markku Ounaskari - Eclipse Music,  2013
- ‘Trinity’ door Robin Verheyen NY Quartet - 52creations, 2012
- ‘Narcissus No.2′ door  Narcissus Quartet - W.E.R.F., 2010
- ‘Starbound’ door Robin Verheyen Quartet - Pirouet Records, 2009
- ‘Semplice’  door Robin Verheyen/Aki Rissanen - Alba Records, 2009
- ‘Painting Space’ door Robin Verheyen Quartet - W.E.R.F., 2008
- ‘Narcissus’ door Narcissus Quartet - W.E.R.F., 2006

- Gemeinsame Normdatei: 140410325
- International Standard Name Identifier: 0000 0000 7721 7065
- Library of Congress Control Number: n2012073799
- MusicBrainz: 835fe7ae-6777-4105-89bd-c4e720009b5a
- Virtual International Authority File: 107112853
- WorldCat: E39PBJrWwDVYvH33rFgRMxDwmd